# فرج النجار
فرج إبراهيم شحاته النجار من رموز جماعة الإخوان المسلمين
- ولد عام 1924 بقرية ميت خاقان - محافظة المنوفية
- لديه من الأبناء خمسة أولاد وبنت واحدة.
- آحد الأعضاء البارزين بالنظام الخاص الذي أسسته جماعة الإخوان المسلمين لحرب الإنجليز.
- انضم للتنظيم الخاص وعمره 18 سنة.. وكان نشاطه بارزاً دفع الإمام حسن البنا لإن يطلب منه ومن أحد رفاقه ألا يتزوجوا إلا بعد الثلاثين حتي يعثر الإخوان علي من يخلفهم في مهامهم وبالفعل ظل كذلك حتي سن الثلاثين وحينها وقعت حادثة المنشية فكانت عملية الهروب الكبير بأمر من الإخوان حتي لا يتم الضغط عليه فيذكر أسماء إخوانه في النظام الخاص.
- ظل فرج النجار هارباً حتي مات عبد الناصر وجاء السادات فأصدر عفواً عاماً عن جميع المحاكمين أمام محكمة الشعب عدا فرج النجار فكان الاستمرار في الهروب حتي أذن له الأستاذ عمر التلمساني بالظهور في منتصف السبعينيات.
- ترشح للانتخابات البرلمانية عام 2000 عن دائرة مركز شبين الكوم.

## وفاته
توفي الحاج فرج النجار يوم الأربعاء 19 رمضان 1430 هـ الموافق 9 سبتمبر 2009
وكان قد أصيب في شهر نوفمبر 2008 بجلطة دماغية نُقل على إثرها إلى العناية المركزة بمستشفى شبين الكوم التعليمي، لكنه تعافى منها وعاد بعدها إلى منزله حتى وافته المنية عصر الأربعاء

## وصلات خارجية
- الحاج فرج النجار يروي ذكرياته عن الإمام البنا، إخوان أون لاين، 19 نوفمبر 2006م
- فرج النجار.. دكتوراه في الهروب، عشرينات، 23 يوليو 2008م
- فيديو له علي إخوان تيوب